# Irena Kowalska
Irena Kowalska (z d. Wolsztein-Wolska) (ur. 22 października 1908 w Radziejowie, zm. 1 kwietnia 1965 w Warszawie) – działaczka komunistyczna, uczestniczka ruchu oporu we Francji.
Córka Dawida Wolsztein-Wolskiego i Franciszki z Grojnowskich. Absolwentka szkoły średniej w Łodzi, w 1928 wstąpiła do MOPR i KZMP. W 1930 wyjechała na studia farmaceutyczne do Belgii, gdzie w 1932 wstąpiła do partii komunistycznej. Poślubiła działacza tej partii, Artura Kowalskiego, i została aktywistką brukselskich patronatów nad więźniami politycznymi w Polsce. W 1935 osiadła z mężem w Paryżu po wydaleniu z Belgii za działalność komunistyczną. Wstąpiła do FPK i Confederation Generale du Travail (CGT). Od 1942 działała w polskim Ruchu Oporu w Paryżu, przechowując broń i roznosząc literaturę komunistyczną. Wiosną 1944 wysłana przez Komisję Main-d'Oeuvre Immigre przy KC FPK do północnej Francji - departamentów Nord i Pas-de-Calais – w celu pozyskania do ruchu oporu emigrantów wszystkich narodowości. 1945-1949 pracowała w administracji „Gazety Polskiej” w Paryżu i działała w oddziale PPR we Francji, następnie wraz z mężem wróciła do Polski i wstąpiła do PZPR. Pracowała w Państwowych Zakładach Wydawnictw Szkolnych w Warszawie. Odznaczona Złotym Krzyżem Zasługi i francuskimi medalami bojowymi.